# Alliance (goélette)
Vous pouvez partager vos connaissances en l’améliorant (comment ?) selon les recommandations des projets correspondants.
Pour les articles homonymes, voir Alliance.
Alliance est une goélette de 27 mètres. Ce voilier, ancien thonier datant de 1949, a été entièrement restauré par son propriétaire et capitaine actuel Jacques Vidil, après dix ans de marine marchande et motivé par son amour des vieux gréements.

## Historique
Leclerc de Hautecloque est un  ancien thonier construit en chêne dans les plus pures traditions au chantier naval du Faou dans la rade de Brest en 1949 pour Monsieur Garnier. Son port d'attache est Les Sables-d'Olonne. L'été il pêche le thon germon aux lignes traînantes sur tangon aux Açores et l'hiver les poissons plats à la drague. Il est acquis à Nantes par Jacques Vidil en juillet 1981.
- Août 1981 : le navire, rebaptisé Alliance, est convoyé à destination de Marseille où il est refait entièrement est conçu spécialement pour le charter.
- Avril 1986 : Alliance devient le premier navire de commerce doté d’un rôle d’équipage (NUC) à Marseille. Le commandant, Jacques Vidil est officier de la marine marchande. La gestion administrative et commerciale du navire est alors confiée à la Compagnie méditerranéenne des armateurs gérants, société de gestion de navires.
- Mai 1986 : début de l'exploitation commerciale qui assure l'emploi de 3 salariés.
- Juin 1986 : première croisière en Méditerranée pour Le Club Thalassa (FR3).
- Juin 1987 : Alliance est affrété par la Fnac dans le cadre de l’animation Couleurs do Brasil entre Nice, Marseille et Montpellier.
- Juillet 1987 : le voyagiste Ferrytour-SNCM commercialise une série de croisières en Corse à bord d’Alliance.
- Juillet 1987 : l'agence Vision actuelle réalise à bord d’Alliance le catalogue des maillots de bain Olympic.
- Octobre 1987 : Alliance remporte la coupe Phocea dans sa catégorie à Marseille.
- Juin 1988 : un cinéaste et une équipe de chercheurs d’épaves allemands réalisent à bord d’Alliance un  film documentaire télévisé sur le trésor de Rommel.
- Juillet 1988 : Alliance participe à l’assistance du Tour de Corse en pneumatique.
- Mai 1989: FR3 réalise à bord d’Alliance un long métrage, Conrad, d’après la vie de Joseph Conrad.
- Juillet 1990 : Alliance embarque un groupe de musiciens et produit des concerts à Toulon, Cogolin, Antibes et Cap-d'Ail dans le cadre des Arts du soleil, organisé par le Ministère de la culture.
- Avril 1991 : la revue Biba réalise à bord d’Alliance une série de photos de mode.
- Septembre 1991 : l'agence Canubis conçoit à bord d’Alliance le catalogue des vêtements Bayard.
- Juin 1992: EDF organise à bord d’Alliance des sorties dans les calanques de Marseille axées sur la protection de l’environnement.
- Mai 1993 : Force Consultant affrète Alliance pour suivre la course Spi-Dauphine.
- Septembre 1994 : Alliance participe à la Nioulargue à Saint-Tropez.
- Septembre 1995 : Alliance participe aux Régates royales de Cannes.
- Juillet 1996 : Femme actuelle organise à bord  d’Alliance une expédition avec des scientifiques pour étudier le comportement des cétacés.
- Avril 1997 : la BBC réalise à bord d’Alliance un reportage sur Marseille.
- Septembre 1997 : un spinnaker de 370 m2 est confectionné pour Alliance aux couleurs des bonbons Haribo.
- Juin 1997 : M6 organise le télé-achat à bord d’Alliance.
- Janvier 1998 : Jacques Vidil s'inscrit au registre du commerce en nom propre (nom commercial : Goélette Alliance). Alliance a un site sur internet avec un lien avec celui de la ville de Marseille.
- Juin 1998 : Alliance est affrété par les sponsors officiels de la coupe du monde : Coca-Cola et Sneekers.
- Septembre 1998 : lors du congrès HLM à  Marseille, Fougerolle affrète la goélette pour faire découvrir le rivage marseillais à ses clients
- Janvier 2000 : L’entreprise est transformée en société par actions simplifiée (SAS), Jacques Vidil & associés, qui a pour vocation l'armement, l'exploitation la gestion et l’entretien de navires de commerce, spécialisée dans les croisières à bord de vieux gréements en Méditerranée entre Marseille et l’Italie. Jacques Vidil est le président
- Juin 2000  : le catalogue Marimeko est réalisé à bord d’Alliance.
- Septembre 2000 : le Barreau de Marseille affrète la goélette pour la Juris Cup
- Mai 2001 : l'Établissement public Euroméditerranée invite à bord ses partenaires.
- Juin 2002 : la télévision allemande réalise un court métrage sur le comte de Monte-Cristo.
- Juillet 2002 : l'organisateur des Jeux mondiaux affrète Alliance pour les VIP.
- Année 2003 : Federal Express, Ortec, Abilis.
- Mars 2006 : YCPR réserve La goélette pour les championnats du monde de Match Race.
- Mai 2006 : Microsoft invite ses clients pour la visite des calanques.
- Juin 2007 : Eurocopter choisit Alliance pour une soirée en mer.
- Juillet 2007 : Henri Salvador enregistre à bord son dernier DVD, Sur mon île.
- Septembre 2008 : la Juris cup réserve Alliance pour ses VIP.
- Juin 2009 : la goélette participe aux voiles du vieux port
- Septembre 2010 : Swiss Life, Eurocopter….
- Juin 2011 : les armateurs de France réservent Alliance.
- Année 2012 : Gstar, Bourbon, Eurocopter….
- Septembre 2013 : Intercontinental Hôtel Dieu réserve Alliance pour ses clients privilégiés
- Octobre 2013 : Alliance est amarrée au pied du MuCEM.